# Aguasal
Aguasal – gmina w Hiszpanii, w prowincji Valladolid, w Kastylii i León, o powierzchni 27,02 km². W 2011 roku gmina liczyła 29 mieszkańców.